# Kadri Veseli

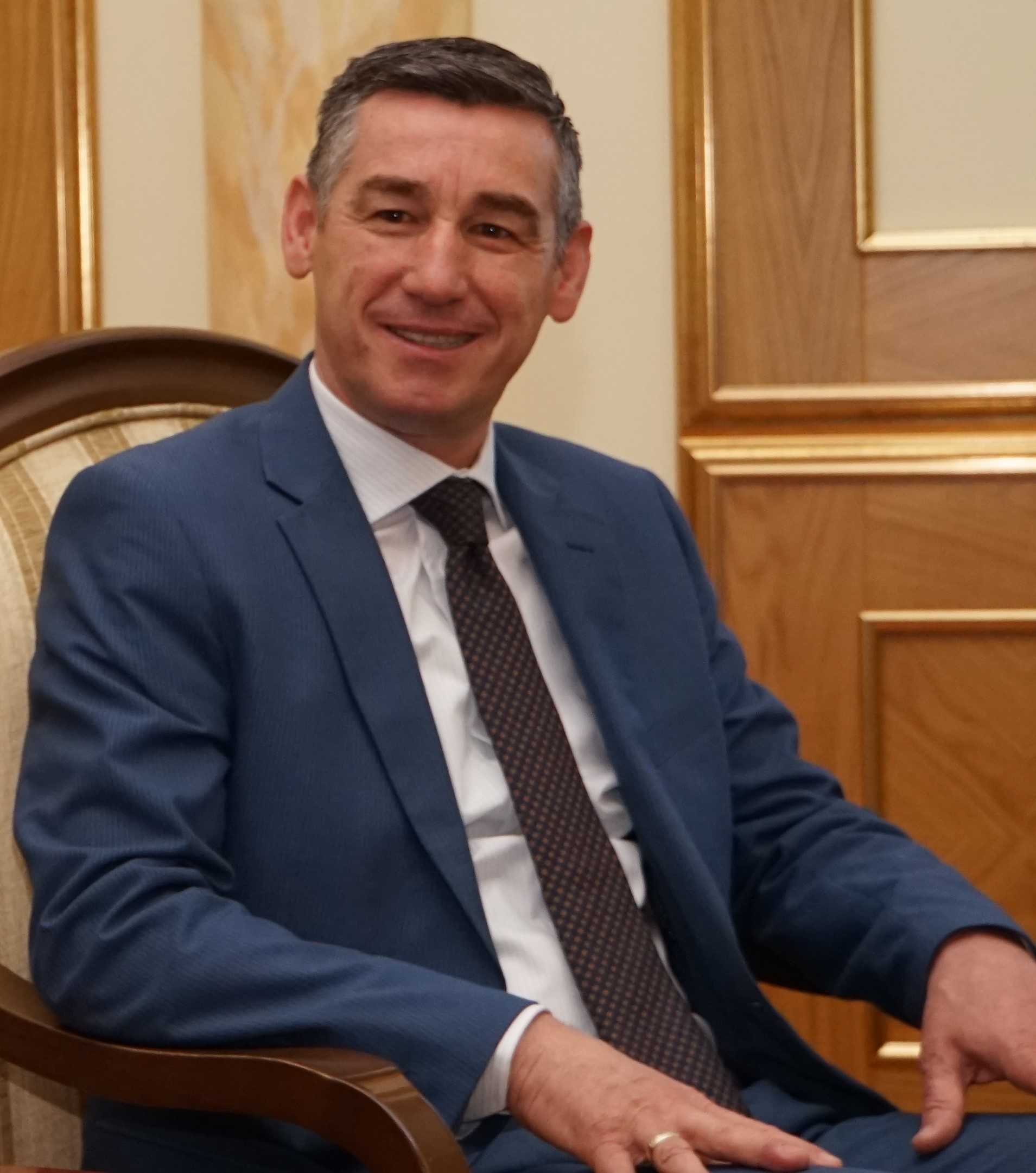
Kadri Veseli (2017)

Kadri Veseli (* 31. Mai 1967 in Brabonjić bei Kosovska Mitrovica, SFR Jugoslawien) ist ein kosovarischer Politiker und Vorsitzender der Partia Demokratike e Kosovës (PDK).
Von 2014 bis 2019 war er Parlamentspräsident der Republik Kosovo. Zuvor war Veseli Chef des Nachrichtendienstes des Kosovo (SHIK), einer Nachkriegs-Untergrund-Geheimdienstorganisation, die der PDK angeschlossen war.

## Leben
Veseli begann seine Hochschulbildung 1990 an der Universität von Pristina für Landwirtschaft und an der höheren Pädagogischen Schule in albanischer Sprache. Aufgrund der politischen Verhältnisse beendete er den Rest seines Studiums in Albanien. Er hat einen Bachelor-Abschluss an der Universität Kamëz in Albanien, einen MBA in General Management von der University of Sheffield (die eine Internationale Fakultät in Thessaloniki in Griechenland hat), während er 2016 die Dissertation an der Universität in Ljubljana in Slowenien vorbereitete. Veseli spricht Albanisch, Englisch, Deutsch und Serbisch. Mit seiner Frau Violeta hat er vier Kinder.
Im Mai 2016 wurde Veseli Vorsitzender der PDK durch Akklamation. Er wurde ohne Gegenstimmen und ohne Enthaltung gewählt.

## Aufstieg
Veseli war einer der Führer der Bewegung der kosovarischen Studenten in den Jahren 1988 bis 1990, die sich für den Kampf für die menschlichen und politischen Rechte der Kosovaren, einschließlich des Rechts auf Unabhängigkeit einsetzten.
Während des Kosovokrieges wurde er zum Kommandeur des Gegennachrichtendienstes (G-2) der UÇK ernannt und blieb es bis zum Ende des Krieges, als der Geheimdienst in den so genannten Kosovo-Nachrichtendienst oder die SHIK, einer Nachkriegs-Untergrund-Geheimdienstorganisation, die mit der demokratischen Partei Kosovo verbunden war, umgewandelt und die Auflösung der Partei des Kosovo 2008 verkündet wurde. Am Ende des Jahres 2012 ist Kadri Veseli offiziell der Demokratischen Partei des Kosovo (PDK) beigetreten, während er am 27. Januar 2013 stellvertretender Parteichef wurde. Veseli wurde am 8. Dezember 2014 zum Parlamentspräsidenten der Versammlung der Republik Kosovo gewählt. Er wurde nach dem Rücktritt von Hashim Thaçi zum Parteivorstand der demokratischen Partei Kosovo ernannt. Am 26. Dezember 2019 wurde Veseli als Parlamentspräsident abgesetzt und durch Glauk Konjufca abgelöst.

## Anklage durch den Sonderankläger des Kosovo-Kriegsverbrechertribunals in Den Haag
Am 24. Juni 2020 wurde gegen ihn durch den Sonderankläger des Kosovo-Kriegsverbrechertribunals in Den Haag Anklage wegen Kriegsverbrechen und Verbrechen gegen die Menschlichkeit (Mord, Folter und Verfolgung) im Zusammenhang mit dem Kosovokrieg erhoben. Im November wurde die Klage zugelassen, woraufhin Veseli ankündigte, sich nach Den Haag zu begeben, um sich den Vorwürfen zu stellen.